# Sainte-Eulalie-d'Olt
 Sainte-Eulalie-d'Olt  (en occitano Senta Aulària) es una población y comuna francesa, situada en la región de Mediodía-Pirineos, departamento de Aveyron, en el distrito de Rodez y cantón de Saint-Geniez-d'Olt.

## Demografía
| 478 | 414 | 385 | 359 | 310 | 327 |
| Para los censos de 1962 a 1999 la población legal corresponde a la población sin duplicidades (Fuente: INSEE [Consultar]) |     |     |     |     |     |